# Chefe da Justiça da Irlanda
O Chefe da Justiça da Irlanda (em irlandês: Phríomh-Bhreitheamh na hÉireann) é o Presidente do Supremo Tribunal da Irlanda.
Na Constituição da Irlanda, o Chefe de Justiça da Irlanda também ocupa vários cargos ex-officio, estes incluem:
- Juiz do Alto Tribunal.
- Membro do Conselho de Estado (uma posição mantida em reforma).
- Membro da Comissão Presidencial.

O atual Chefe de Justiça é John L. Murray, desde 2004.